# Baie Ignace
Baie Ignace är en vik i Kanada.   Den ligger i provinsen Québec, i den sydöstra delen av landet, 210 km nordost om huvudstaden Ottawa.
I omgivningarna runt Baie Ignace växer i huvudsak blandskog. Runt Baie Ignace är det mycket glesbefolkat, med 2 invånare per kvadratkilometer.